# Бейборо (Північна Кароліна)
Бейборо (англ. Bayboro) — місто (англ. town) в США, в окрузі Памліко штату Північна Кароліна. Населення — 1161 особа (2020).

## Географія
Бейборо розташоване за координатами 35°8′58″ пн. ш. 76°46′10″ зх. д. / 35.14944° пн. ш. 76.76944° зх. д. (35.149312, -76.769379).  За даними Бюро перепису населення США в 2010 році місто мало площу 4,81 км², з яких 4,80 км² — суходіл та 0,01 км² — водойми.

## Демографія
Згідно з переписом 2010 року, у місті мешкали 1263 особи в 303 домогосподарствах у складі 172 родин. Густота населення становила 262 особи/км².  Було 371 помешкання (77/км²).
Расовий склад населення:
| - 54,6 % — чорних або афроамериканців - 42,2 % — білих - 1,3 % — корінних американців - 0,5 % — азіатів |

До двох чи більше рас належало 1,2 %. Частка іспаномовних становила 3,2 % від усіх жителів.
За віковим діапазоном населення розподілялося таким чином: 10,2 % — особи молодші 18 років, 78,6 % — особи у віці 18—64 років, 11,2 % — особи у віці 65 років та старші. Медіана віку мешканця становила 38,9 року. На 100 осіб жіночої статі у місті припадало 275,9 чоловіків;  на 100 жінок у віці від 18 років та старших — 307,9 чоловіків також старших 18 років.
Середній дохід на одне домашнє господарство  становив 33 791 долар США (медіана — 32 917), а середній дохід на одну сім'ю — 38 683 долари (медіана — 39 375). За межею бідності перебувало 30,3 % осіб, у тому числі 58,8 % дітей у віці до 18 років та 18,7 % осіб у віці 65 років та старших.
Цивільне працевлаштоване населення становило 335 осіб. Основні галузі зайнятості: виробництво — 19,7 %, освіта, охорона здоров'я та соціальна допомога — 19,1 %, мистецтво, розваги та відпочинок — 14,9 %, роздрібна торгівля — 12,2 %.